# يوزيف دوخاتش
يوزيف دوخاتش (بالألمانية: Josef Duchač) (مواليد 19 فبراير 1938 في باد شلاغ، تشيكوسلوفاكيا)، سياسي ألماني ينتمي إلى حزب الاتحاد الديمقراطي المسيحي. من 1990 إلى 1992 كان أول رئيس وزراء لولاية تورينغن بعد إعادة توحيد ألمانيا.

## روابط خارجية
- يوزيف دوخاتش على موقع مونزينجر (الألمانية)